# Васил Кръстев (футболист)
Вижте пояснителната страница за други личности с името Васил Кръстев.
Васил Кръстев Кръстев е бивш български футболист, полузащитник.
Роден е на 19 ноември 1972 г. в Пловдив. Играл е за Марица (Пловдив), Сливен, Локомотив (Пловдив), Локомотив (София), Добруджа, Ботев (Пловдив) и Чепинец. В А група има 180 мача и 26 гола. Полуфиналист за купата на страната през 1996 г. с Локомотив (Пд). Бил е треньор на „Гигант“ Съединение и Марица (като треньор и пом.треньор), директор на ДЮШ на родната Марица (Пловдив).

## Статистика по сезони
- Марица – 1991/92 – В група, 16 мача/4 гола
- Сливен – 1992/93 – А група, 19/2
- Локомотив (Пд) – 1993/94 – А група, 21/3
- Локомотив (Пд) – 1994/95 – А група, 25/6
- Локомотив (Пд) – 1995/96 – А група, 27/4
- Локомотив (Пд) – 1996/97 – А група, 26/3
- Локомотив (Сф) – 1997/ес. - А група, 15/1
- Локомотив (Пд) – 1998/пр. - А група, 12/1
- Локомотив (Пд) – 1998/ес. - А група, 14/3
- Добруджа – 1999/пр. - А група, 1/0
- Марица – 1999/00 – Б група, 15/3
- Ботев (Пд) – 2000/01 – А група, 20/3
- Чепинец – 2001/02 – А ОФГ, 19/6
- Чепинец – 2002/03 – А ОФГ, 27/9
- Чепинец – 2003/04 – В група, 28/12
- Чепинец – 2004/05 – В група, 12/3